# Ademar Traiano
Ademar Luiz Traiano (Francisco Beltrão, 3 de janeiro de 1953) é um político brasileiro filiado ao Partido Social Democrático (PSD). Atualmente é deputado estadual e presidente da Assembleia Legislativa do Paraná.

## Biografia
É formado em Direito pela Universidade Federal de São Carlos. Traiano iniciou na política em 1982, pelo Partido do Movimento Democrático Brasileiro (PMDB), quando foi vereador e presidente da Câmara de Santo Antônio do Sudoeste. Em seguida elegeu-se prefeito em 1985, administrando a cidade até 1988.
Elegeu-se deputado estadual pela primeira vez em 1990, pelo Partido da Reconstrução Nacional (PRN). Foi eleito pela segunda vez, pelo Partido Trabalhista Brasileiro (PTB), em 1998. Em 2010, já pelo PSDB, foi reeleito para o sexto mandato como deputado e foi escolhido pelo governador Beto Richa como líder do governo na Assembleia Legislativa do Paraná.
Em fevereiro de 2015, é eleito presidente da ALEP com 51 votos a favor de sua chapa. Em outubro de 2016, foi reeleito presidente da Casa com 48 votos favoráveis e duas abstenções, para o biênio 2017/2018. Sua chapa era formada exclusivamente pela base aliada ao governo Richa. Em fevereiro de 2019, é reconduzido ao cargo pela terceira vez com 48 votos para o biênio 2019/2020. Em agosto de 2020, foi eleito pela quarta vez ao cargo para o biênio 2021/2022 com 48 votos. Em 2022 se filiou ao Partido Social Democrático (PSD).
Traiano é cidadão honorário dos municípios de Santo Antônio do Sudoeste, Francisco Beltrão, Pinhal de São Bento, Bela Vista da Caroba, Marmeleiro, Pranchita, Bom Jesus do Sul e Santa Terezinha de Itaipu.
Em dezembro de 2023, Traiano confessou ter negociado e recebido propina na renovação do contrato dos serviços da TV Assembleia, em 2015, contudo não enfrenta processo por corrupção passiva, pois ele e Plauto Miró formaram acordos com o Ministério Público no caso que envolve a delação do empresário Vicente Malucelli. Como parte do Acordo de Não Persecução Penal (ANPP), o deputado concordou em pagar R$ 187 mil como forma de reparação.